# COINTELPRO
COINTELPRO (akronym z Counter Intelligence Program) byl ilegální program FBI v letech 1956–1971, zaměřený proti skupinám různého politického zaměření, jež vláda v té době považovala za radikální a nebezpečné. Metody sahaly od infiltrace, vytváření frakcí, psychologické války, obtěžování skrze policii a justiční systém až po mimoprávní násilí. Do programu byly zapojeny mimo FBI menší měrou i další zpravodajské služby. Na pomlouvačných kampaních se dobrovolně a významným způsobem podílela i řada významných novinářů.
Program COINTELPRO byl zaměřen primárně proti feministickým spolkům, LGBTQ hnutí, protiválečnému hnutí (odporujícímu válce ve Vietnamu), Komunistické straně USA a obecně organizacím napojeným na novou levici, afroamerickému hnutí za občanská práva (Martin Luther King, Nation of Islam, Black Panther Party), environmentálnímu hnutí a hnutí za práva zvířat či hnutí za práva původních Američanů.